# Joseph-Antoine Lang
Joseph-Antoine Lang SMA (* 22. September 1868 in Niederschaeffolsheim; † 2. Januar 1912) war Apostolischer Vikar von Costa di Benin.

## Leben
Lang trat der Gesellschaft der Afrikamissionen bei und empfing am 19. Juli 1891 die Priesterweihe.
Papst Leo XIII. ernannte ihn am 23. Juli 1902 zum Apostolischen Vikar von Costa di Benin in Nigeria und bestellte ihn zum Titularbischof von Parlais. Die Bischofsweihe spendete ihm am 9. November 1902 Jean Martin Adam, Apostolischer Vikar von Gabun. Mitkonsekratoren waren Louis-Auguste Dartois, Apostolischer Vikar von Dahomey, und Maximilien Albert, Apostolischer Vikar von Gold Coast. Nach knapp zehnjährigem Wirken starb Lang im Januar 1912 mit nur 43 Jahren.